# Contrahuella

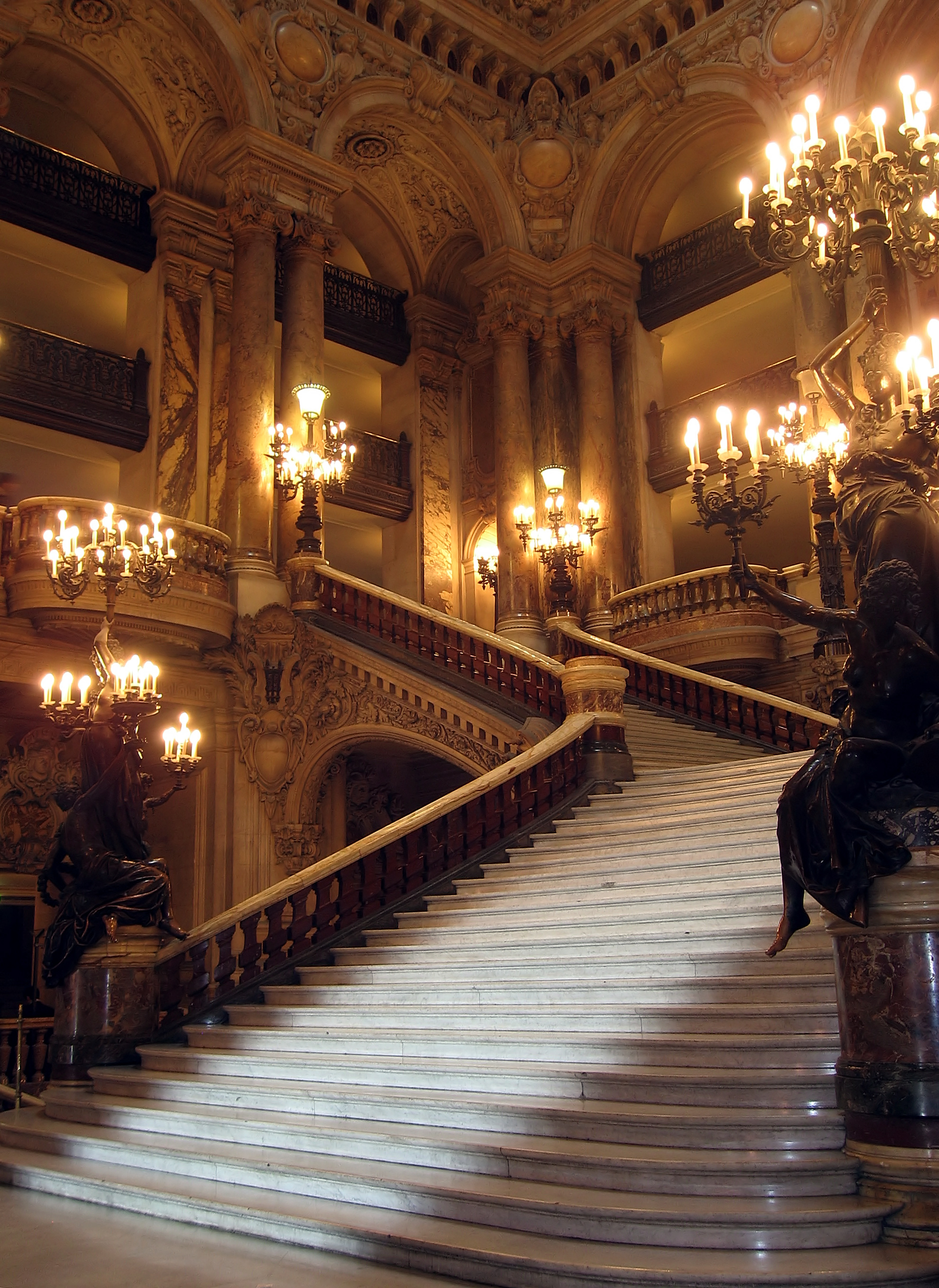
Escalera del Palais Garnier de Paris, obsérvese que cada escalón cuenta con escasa altura (contrahuella pequeña), lo que le da un aspecto elegante y ceremonial.

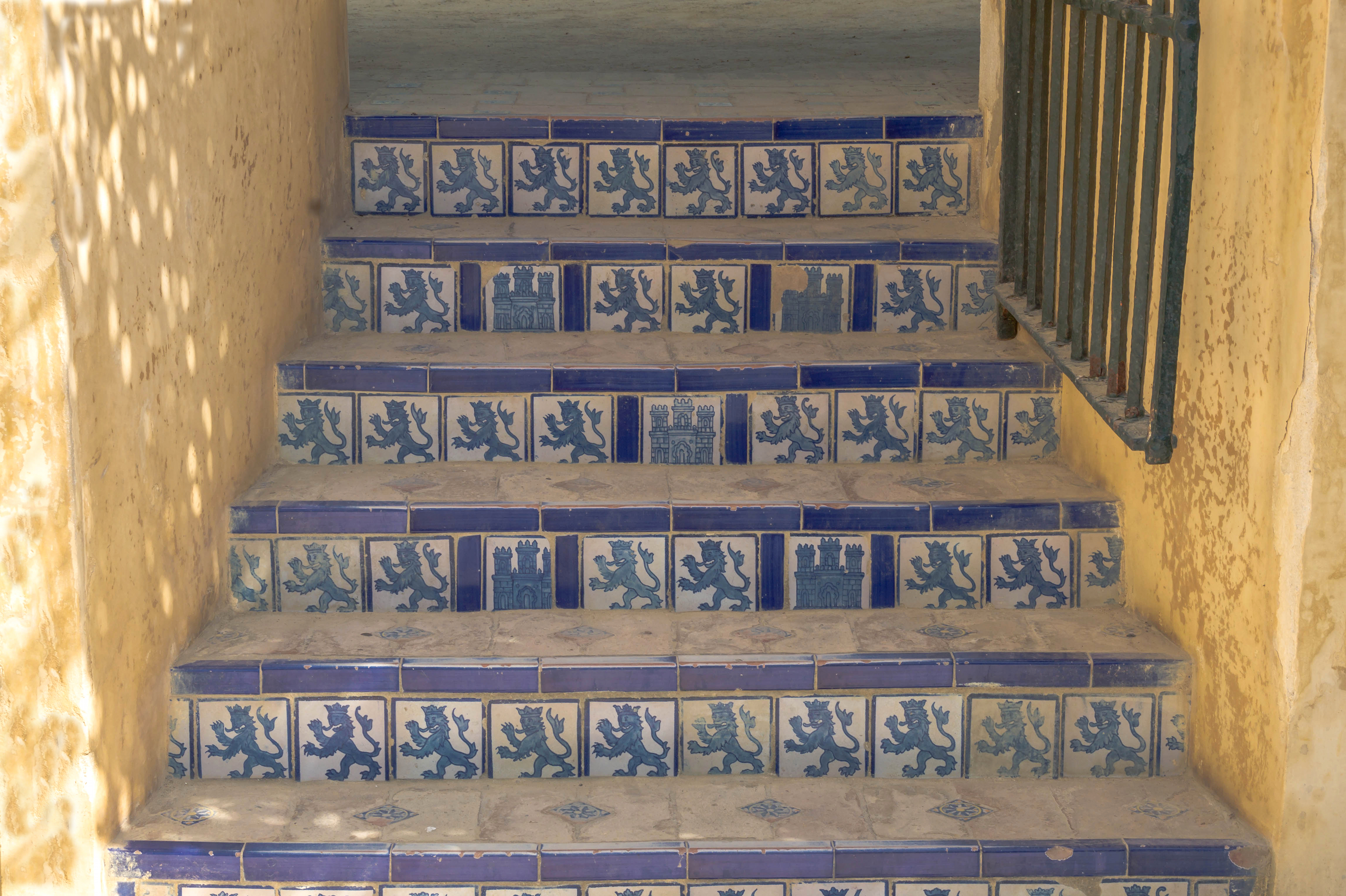
Escalera del Alcázar de Sevilla en la que pueden observarse azulejos de contrahuella con los escudos de Castilla y León

En las escaleras fijas o de obra, se denomina contrahuella, contraescalón o contrapeldaño, a la parte vertical del peldaño, por oposición a la huella, que es la zona del escalón que se pisa.
Por lo tanto cada escalón cuenta con una porción horizontal o huella y otra vertical o contrahuella. En determinados edificios antiguos, por ejemplo palacios o conventos, era práctica habitual cubrir la contrahuella con azulejos que se denominan por tal motivo azulejos de contrahuella.

## Definición
La contrahuella se define técnicamente, como el espacio vertical existente entre la huella de un escalón o peldaño y el inmediatamente superior.

## Historia
Durante el periodo renacentista y barroco, las escaleras tenían una ancha huella y escasa altura de contrahuella en cada escalón, lo cual las convertía en estéticas y hermosas, pero incómodas, pues se tardaba más tiempo en subir a una determinada altura. Posteriormente se diseñaron edificios más funcionales en los que la contrahuella es más amplia, lo que permite realizar la subida con mayor rapidez, ocupando la escalera menor espacio en la construcción y edificaciones.